# Parośla
Parośla – wieś w Polsce, w województwie lubelskim, w powiecie bialskim, w gminie Sławatycze.

## Część miejscowości
| SIMC    | Nazwa  | Rodzaj     |
| ------- | ------ | ---------- |
| 0019643 | Pniski | przysiółek |